# 盛文
盛文（1906年－1971年8月8日），字國輝，湖南省长沙市人，中華民國陸軍將軍，中國國民黨籍，國軍中胡宗南系統的高級將領。是1947年攻略延安作戰計劃之籌備者及執行人。臺灣早期著名新聞主播、節目主持人盛竹如即盛文之子。美國Microtrac 公司的前任總裁盛松如也是盛文之子。美國Johnson & Johnson 公司醫藥企業前任環球副總裁盛寧愛是盛文的小女兒。
盛文畢業於黃埔軍校第六期及陸軍大學第十一期。曾歷任國民革命軍暫編第五十九師師長、國民革命軍第三十四集團軍參謀長、第八戰區前敵總指揮、西安警備司令。中國抗日戰爭勝利後當選國民大會代表，1946年任鄭州綏靖公署參謀長。后任第一战区司令长官部参谋长、西安绥靖公署参谋长長達三任，盛文是胡宗南最信任的高級將領之一。1947 年在盛文做的計劃及指揮之下國軍攻下延安，1948年宜瓦战役惨败，引起了强烈震动，西安绥署参谋长盛文被撤职查办，胡宗南把自己的老参谋长罗列调回。事件真相調查結束之後發現錯誤責任歸屬國防部次長劉斐，不久之後劉斐投共，盛文被任命為漢中指撣所主任兼第三軍軍長之職。
1949年，盛文繼續任第三軍軍長。1949年12月7日，派盛文為成都防衛總司令，余錦源、嚴嘯虎為成都防衛副總司令，嚴嘯虎仍兼成都警備司令。在接到國民政府突圍命令之後，盛文帶著妻子盛李蕙芸及一歲多的小女兒盛寧愛逃出成都改名為陳少華化裝成長沙的布商，曾經在往香港途中多次被中共官員審查，但是因為帶著妻女而沒有中共地方官員認出盛文，因此盛文及妻女才能安全的到了香港再转往台湾，盛文曾經把成都突圍的詳細經歷發表在中外雜誌的一篇文章名為＂成都突圍痛定思痛＂，中央日報副刊曾經轉載這篇文章，盛文被委以国防部参事，在1965年退役前是擔任國防部三軍聯合作戰委員會委員一職，盛文在1971 年病逝於台北市。
中央研究院近代史研究所曾出版盛文訪談紀錄。

## 外部取材
張朋園、林泉、張俊宏訪問，張俊宏紀錄：《盛文先生訪問紀錄》，中央研究院近代史研究所出版。
1. ↑  總統府第五局 (编). . 1949-12-31.